# Arovell Verlag
Der Arovell Verlag ist ein österreichischer Verlag für Literatur, der 1991 vom Schriftsteller und Künstler Paul Jaeg gegründet wurde. Paul Jaeg firmierte bis zur zweiten Jahreshälfte 2016 als Verlagsleiter. Anschließend führte seine Tochter von Wien aus das Unternehmen. Seit Feber 2023 liegt der Arovell Verlag wieder in den Händen von Paul Jaeg.
Der Verlag bringt jedes Jahr zwischen zehn und zwanzig Bücher heraus, die normalerweise im Februar erscheinen. Während einzelne Autoren, wie etwa Peter Paul Wiplinger, bereits in mehreren Jahrgängen bei Arovell veröffentlichen, dient der Verlag anderen als eine Plattform, das erste Buch ihrer Laufbahn zu publizieren.
Bei Arovell erscheint zeitgenössische deutschsprachige Literatur, mit einer deutlichen Gewichtung auf den Gattungen Roman, Kurzprosa, Erzählung und Lyrik. Die Einbände der Arovell-Bücher zeigen meistens Ausschnitte der Aquarelle, Gemälde und Fotos von Paul Jaeg, der auch als bildender Künstler tätig ist.
Darüber hinaus erschienen im Arovell Verlag seit 1991 alljährlich Zeitschriften zu Literatur, Musik und Kunst, die verschiedene Titel trugen. 2008 wurden die Einzeltitel zusammengelegt. Die arovell-literaturzeitschrift erscheint seit 2011 im Umfang von ca. 30 Seiten einmal jährlich.
Lesungen, Musikveranstaltungen und künstlerische Ausstellungen sowie kombinierte Veranstaltungen führt der Verlag in erster Linie in Oberösterreich, Salzburg und Wien durch. Mit der Zielsetzung einer verbesserten Öffentlichkeitsarbeit gründete Paul Jaeg mit mehreren Wiener Autoren die so genannte „Erste Literarische Trommelgruppe Wien“ in Wien. Der Verlag betreut seit 2008 die österreichische Autorengruppe Sinnenbrand. Sowie seit Sommer 2023 die Künstlergruppe artlinetrio in Linz.

## Autoren (Auswahl)
| - Helena Adler (1983–2024) - Peter Assmann (* 1963) - Reinhold Aumaier (* 1953) - Martin Dragosits (* 1965) - Klaus Ebner (* 1964) - Karin Gayer (* 1969) - Constantin Göttfert (* 1979) - Philipp Hager (* 1982) - Fritz Huber (* 1942) - Paul Jaeg (* 1949) - Bruno Jaschke (* 1958) - Christoph Janacs (* 1955) | - Günther Kaip (* 1960) - Wolfgang Kauer (* 1957) - Gertraud Klemm (* 1971) - Hermann Knapp (* 1964) - Rudolf Kraus (* 1961) - Monika Krautgartner (* 1961) - Heidemarie Leingang (1960–2022) - Dorothea Macheiner (* 1943) - Kurt Mitterndorfer (* 1951) - Dirk Ofner (1963–2008) - Irmgard Perfahl (* 1921) - Wolfgang Pollanz (* 1954) - Fritz Popp (* 1957) | - Herbert Reiter (* 1968) - Peter Reutterer (* 1956) - Christine Roiter (* 1964) - Leopold Spoliti (* 1962) - Boško Tomašević (* 1947) - Johanna Tschautscher (* 1968) - Nikolai Vogel (* 1971) - Richard Weihs (* 1956) - Wolfgang Wenger (* 1962) - Christine Werner (1954) - Peter Paul Wiplinger (* 1939) |